# Robert Hårdh
Robert Hårdh är en svensk människorättsjurist och delägare, medgrundare och styrelseledamot av Alex&Phil AB.
Robert Hårdh har en jur.kand. från Uppsala universitet från 1997. Han har ett förflutet inom Amnesty International, dels som aktiv inom organisationens juristgrupp i Sverige, som han var med och utvecklade under 1990-talet (bland annat i rollen som ordförande), dels som styrelseledamot i organisationens svenska sektion 1998–2000. Han anställdes 1999 som människorättsjurist för Svenska Helsingforskommittén (senare Civil Rights Defenders) och var 2000-2017 dess generalsekreterare. Han var också styrelseledamot i stiftelsen Expo 2006-2017.
Robert Hårdh lämnade Civil Rights Defenders 2017 för att bli välgörenhetschef på Svenska Postkodlotteriet. Året efter lämnar han Postkodlotteriet.
Robert Hårdh hade tidigare en blogg om de mänskliga rättigheterna i Sverige och världen. Hårdh finns omnämnd i vännen Stieg Larssons sista bok "Luftslottet som sprängdes" tillsammans med Svenska Helsingforskommitténs/Civil Rights Defenders rapport Hatets språk - om gränsen mellan hatpropaganda och tryckfrihet vars publicering Hårdh medverkat till och ansvarat för.